# Pozemní hokej na Letních olympijských hrách 1932
Pozemní hokej na LOH 1932 v Los Angeles zahrnoval pouze turnaj mužů, který proběhl na olympijském stadiónu Coliseum v Los Angeles. Vzhledem k tomu, že se tyto hry konaly v době světové hospodářské krize, tak se tohoto turnaje z ekonomických důvodů zúčastnily pouze 3 mužstva, která spolu hrála způsobem jeden zápas každý s každým a poté byla vyhodnocena konečná tabulka turnaje a předány medaile.

## Turnaj mužů
| Zlato   | Indie (IND)                  |
| Stříbro | Japonsko (JPN)               |
| Bronz   | Spojené státy americké (USA) |

- 4. srpna
- Britská Indie – Japonsko 11:1
- 8. srpna
- USA – Japonsko 2:9
- 11. srpna
- USA – Britská Indie 1:24

| Poř. | Tým           | Z | V | R | P | VG | OG | B |
| ---- | ------------- | - | - | - | - | -- | -- | - |
| 1.   | Britská Indie | 2 | 2 | 0 | 0 | 35 | 2  | 4 |
| 2.   | Japonsko      | 2 | 1 | 0 | 1 | 10 | 13 | 2 |
| 3.   | USA           | 2 | 0 | 0 | 2 | 3  | 33 | 0 |

## Medailisté

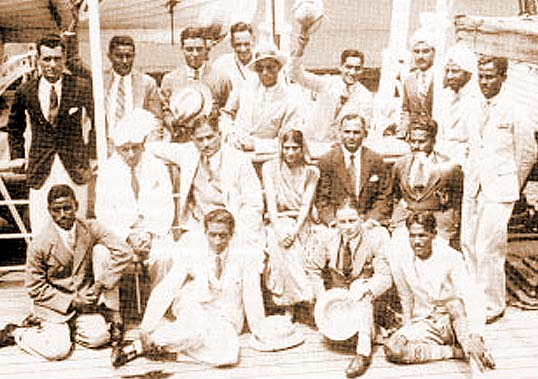
Vítězný tým Britské Indie

| Zlato | Stříbro | Bronz |
| --- | --- | --- |
| Indie (Britská Indie) | Japonsko | USA |
| Richard Allen Calyle Tapsell Leslie Hammond Massud Minhas Bromme Pinniger Lal Shah Bokhari Richard Carr Gurmit Singh Kullar Dhyan Chand Roop Singh Syed Mohd Jafar Arthur Charles Hind | Shumkichi Hamada Akio Sohda Sadayoshi Kobayashi Haruhiko Kon Katsumi Shibata Yoshio Sakai Eiichi Nakamura Kenichi Konishi Hiroshi Nagata Toshio Usami Junzo Inohara Masuyuki Asakawa | Harold Brewster Samuel Ewing Leonard O’Brien Henry Greer James Gentle Horace Disston Lawrence Knapp David McMullin Charles Shaeffer Amos Deacon William Boddington Frederick Wolters |